# Top Notch
Top Notch (TN) is een platenlabel, dat vooral bekend werd om zijn uitgaven van nederhop. Tegenwoordig geeft het allerlei soorten muziek, films en boeken uit.

## Geschiedenis
Top Notch werd in 1995 opgericht als een Nederlands hiphoplabel. Door de grote hit 'Spraakwater' van Extince maakte het label gelijk grote indruk in het Nederlands muzieklandschap. Vanaf toen ging het balletje rollen: tegenwoordig is Top Notch de marktleider van de Nederlandse hiphop en een van de meest succesvolle independent labels in zowel Nederland als België.
Top Notch brengt muziek uit van diverse populaire Nederlandse hiphopartiesten, zoals Ronnie Flex, Lil' Kleine, The Opposites, Sticks, Fresku, Gers Pardoel, Opgezwolle, Sef, Broederliefde, Lange Frans, Winne, Kubus, De Jeugd van Tegenwoordig en Kempi maar ook bands in andere genres worden niet geschuwd zoals de Rotterdamse post-punkband Rats on Rafts, reggae-popzanger Damaru, hardcore-punkband Aux Raus en de Belgische chansonnier Guido Belcanto.
Naast het uitbrengen van muziek brengt Top Notch ook boeken uit in samenwerking met uitgeverij Lebowski. Daarnaast organiseert Top Notch concerten, festivals en merchandising van alle artiesten en verzorgt het de productie van documentaires en films. In het verleden was Top Notch verantwoordelijk voor de productie van diverse documentaires zoals 'Buiten Westen', 'Kroonjuwelen' en 'Free Kempi'. Momenteel is Top Notch bezig met de house-documentaire van Maurice Steenbergen, getiteld 'Oldschool Renegades'. Top Notch was tevens betrokken als co-producent bij de film 'Rabat' (winnaar Gouden Kalf 2011).
Van februari 2020 tot 2025 werden artiesten van Top Notch in Suriname gestreamd via TrackDrip.
Op 22 april 2021 werd bekend dat rapper Ronnie Flex niet meer verbonden was aan het label. De hiphopartiest gaf aan zich bedrogen te voelen door het bedrijf. 

### Samenwerkingen
Top Notch werkte aanvankelijk samen met PIAS en EMI voor de verkoop en distributie van de albums. Op 1 mei 2004 verbrak Top Notch de samenwerking met EMI en probeerde, in samenwerking met het Hilversumse Independent, op eigen benen te staan.
Op 1 april 2008 ging het label een verregaande samenwerking aan met Universal Music, waar zij al een tijd mee samenwerkte op het gebied van publishing. Het label nam hierbij ook intrek in het kantoor van Universal Music te Baarn.
| Jaar         | Moederonderneming                                            |
| ------------ | ------------------------------------------------------------ |
| 1995 - 2004  | Virgin Records / EMI Group Postmen (1998 - 2000): V2 Records |
| 2004 - 2008  | PIAS                                                         |
| 2008 - heden | Universal                                                    |

Magnetron MusicTop Notch neemt bepaalde taken voor de acts van Magnetron Music voor zijn rekening. Dit geldt voor De Jeugd van Tegenwoordig, Faberyayo, Coevorduh, Rimer London, Seymour Bits, Staygold en Le Le.
FakkelteitgroepDe Fakkelteitgroep is een groep rappers bij Top Notch die zelf veel regelen. De groep wordt gevormd door Fakkelbrigade, Sticks & Rico (Opgezwolle), Typhoon, James, A.R.T, Zo Moeilijk, Deux Deux en Boef en de Gelogeerde Aap. Het label werd in 2007 opgericht door rapper Sticks.
Good LifeIn 2006 richtte Kees de Koning samen met Jerry Leembruggen en Ruben Fernhout van The Partysquad het label Good Life op. Het label was een aftakking van Top Notch, en hield zich vooral bezig met popmuziek en r&b. Ook de live shows en entourage om de artiesten heen werden mede opgezet door Good Life.
Noah's ArkDe officiële samenwerking tussen Noah's Ark en Top Notch begon bij het soloalbum van SirOJ. “Goed Ontmoet” werd door beide labels uitgegeven. De samenwerking werd ook wel ‘TopArk’ genoemd. In januari 2012 werd bekendgemaakt dat deze samenwerking een stapje verder ging. Noah’s Ark ging gebruikmaken van dezelfde distributie als Top Notch. Wel werd benadrukt dat de samenwerking niet op creatief vlak zal uitpakken.
Excelsior RecordingsDe samenwerking tussen Excelsior Recordings en Top Notch is eigenlijk beperkt tot het samen uitgeven van het debuutalbum van de Nederlandse beatgroep The Kik. Hierna bracht de groep samen met Armand in 2015 samen een album uit.
Lebowski PublishersDe uitgave van boeken wordt samen met Lebowski Publishers gedaan. Dat begon bij de debuutroman van James Worthy. Later is ook Zwarte Sylvester van James Worthy en Superlul van Henk van Straten op deze manier uitgegeven.
THC RecordzDe samenwerking tussen Top Notch en THC Recordz stamt uit 2009. Toen heeft Top Notch alle albums die voor deze samenwerking zijn verschenen bij THC zowel fysiek als digitaal opnieuw uitgebracht onder de gezamenlijke vlag van THC Recordz en Top Notch. Hierna kwam het debuutalbum van RBDjan, De Onderbaas, ook op deze manier uit.
SterrenlaanSterrenlaan was het label van Kempi onder het beleid van Top Notch. De Eindhovenaar wilde graag een eigen label beginnen voor de zuidelijke tak van de artiesten van Top Notch. Behalve Kempi zaten bij dit label ook R. Kay, Klemma en M. Bizz. Sinds het contract van Kempi ontbonden werd, is ook de samenwerking met Sterrenlaan beëindigd en in 2012 stopte dit label.

## Top Notch Publishing
Top Notch heeft ook een publishingafdeling.

## Succes
Nummer 1-singles (volgens de Single Top 100)
- Def Rhymz – Schudden: 3 weken (2000)
- De Jeugd van Tegenwoordig – Watskeburt?!: 3 weken (2005)
- Damaru & Jantje Smit – Mi rowsu (Tuintje in mijn hart): 7 weken (2009)
- The Opposites – Broodje Bakpao: 2 weken (2010)
- Lange Frans & Thé Lau – Zing voor me: 1 week (2010)
- Gers Pardoel – Ik neem je mee: 5 weken (2011)
- Lil' Kleine & Ronnie Flex - Drank & Drugs: 3 weken (2015)
- Ronnie Flex & Famke Louise - Fan: 3 weken (2018)

Gouden platen
- Postmen – Documents
- Def Rhymz - Doekoe
- De Jeugd van Tegenwoordig – De lachende derde

Platina platen
- Damaru & Jan Smit – Mi rowsu (Tuintje in mijn hart)
- Gers Pardoel – Deze wereld is van jou
- Gers Pardoel – Ik neem je mee (2x)
- Lil' Kleine & Ronnie Flex - Drank & Drugs: 3× (2015)
- CHO - Misschien Wel He (2016)
- Ronnie Flex & Frenna - Energie: 6× (2017)
- Lil' Kleine & Boef - Krantenwijk: 6× (2017)
- Ronnie Flex & Famke Louise - Fan (2018)

## Geschiedenis

### Genres
Door de jaren heen heeft Top Notch ook vaak reggae uitgegeven en enkele malen r&b en bubbling. Sinds 2009 is Top Notch ook hardcore gaan uitgeven, ze begonnen met Aux Raus die gabberpunk maakt. Sinds 1998 brengen ze Engelstalige rap uit, het eerste Arabische rap album is uitgekomen in 2009.

#### Reggae
De eerste reggaeuitgave van Top Notch is de cd- en 12"-single Cocktail van de groep Postmen in 1998. In hetzelfde jaar bracht de groep nog een album Documents uit met drie singles. In 1999 volgen de singles Crisis en De Bom met Def Rhymz. In 2000 ging de groep weg bij Top Notch om te proberen internationaal door te breken.
In 2001 kwam Robert Lee naar Nederland vanuit Jamaica. Hij kwam via The Anonymous Mis bij Top Notch terecht. Hij bracht daar in 2002 eerst de single No One Cares uit en later het album In Fine Style. Van het album werd in hetzelfde jaar nog een single, Stress, uitgebracht. Robert Lee vertrok hierna naar Engeland en ging weg bij Top Notch.
Sinds 2002 heeft Top Notch zeven jaar geen reggae uitgebracht, totdat Damaru in 2009 van Suriname naar Nederland kwam. Hij bracht zijn single Mi Rowsu (Ik heb een tuintje in m'n hart) uit en later dezelfde single, maar dan als duet met Jan Smit. Ook kwam er een 7 inchsingle uit. In 2011 bracht hij zijn album Tuintje in mijn hart uit. In datzelfde jaar tekende Top Notch nog een reggaeact genaamd JAH6, die een gelijknamige ep uitbracht. In 2017 tekende Top Notch met de Surinaamse zangeres. Âdïka.

#### Bubbling
De enige bubbling act die op Top Notch heeft gezeten is K-Liber, nu K-Liber 4 Life. De groep kwam in 2004 bij Top Notch. In dat jaar brachten ze de single Viben uit en later het album Schuurpapier. In het jaar 2005 bracht de groep nog twee singles uit: Loungen en Doe Het. Het jaar daarna ging de groep weg bij Top Notch. In 2009 speelden ze nog wel in het nummer Gymnastiek van het album van Jayh, dat op Top Notch is uitgebracht.

#### R&b
In 2005 richt De Koning samen met The Partysquad het label Good Life op. Het is een aftakking van Top Notch die zich bezighoudt met r&b en popmuziek. Onder contract bij het label stonden Nino, Darryl en Wudstik. Alleen The Partysquad werkt nog samen met Top Notch.
Jayh komt in 2009, als eerste r&b-artiest, bij Top Notch. Hij brengt in 2009 een ep getiteld Jayh.nl Extended uit. In 2010 moet jayh met een volledig album komen.

#### Hardcore
In 2009 haalde De Koning de gabberpunkformatie Aux Raus naar Top Notch. Het is de eerste act op Top Notch die echt iets anders uitgeeft dan Hiphop. Datzelfde jaar brachten zij het album The Brick Is In The Air uit.
Hetzelfde jaar kwam ook DJ Promo bij Top Notch. Hij brengt twee ep's uit en in 2010 een volledig album, Stijlloos.

#### Popmuziek
In 2010 tekende de zanger Lucky Fonz III bij Top Notch en later (2016) volgde ook Teske nog. Het toonde aan dat Top Notch niet alleen hiphop wil uitbrengen.

### Taal

#### Engelstalige rap
De eerste Engelstalige uitgave was een single van SugaCane getiteld Let Em Know, in 1998. Daarna bracht Postmen, in hetzelfde jaar, het album Documents met vier singles uit. In 2000 gingen zowel Postmen en SugaCane weg bij Top Notch.
In 2007 bracht Cilvaringz zijn debuutalbum I uit bij Top Notch. Cilvaringz zit bij de Wu-Tang Clan en zeven van de negen originele Wu-Tang Clan-leden spelen op zijn album. In hetzelfde jaar komt BangBang uit Engeland bij Top Notch. Hij brengt met Kubus het album Learning Curve uit. Hetzelfde jaar komt zijn Learning Curve, Spoken Word Edition uit en het daarop volgende jaar het album Pie & Mash. Uiteindelijk verscheen ook nog de mixtape Learning Curve Remixed. In 2008 gingen Kubus en BangBang weg bij Top Notch, uit onvrede met het gevoerde beleid. In 2010 werd het album van The Q4 opnieuw uitgebracht bij Top Notch.

#### Arabische rap
Salah Edin bracht in 2009 het Arabische album Horr uit. Het werd wereldwijd verkocht en is het eerste volledig Arabische rapalbum dat tot nu toe op Top Notch is uitgekomen. Ook Cilvaringz rapt regelmatig in het Arabisch.

#### Zuid-Afrikaanse rap
In 2010 is de Zuid-Afrikaanse rapper Jack Parow getekend bij het hiphop label. Hij heeft zijn album in 2010 uitgebracht.

## Boeken
In samenwerking met Lebowski Publishers heeft Top Notch in 2011 de gelijknamige debuutroman van James Worthy uitgegeven. Hetzelfde jaar werd op dezelfde manier Superlul van Henk van Straten uitgegeven. In 2012 kwam James Worthy's tweede boek getiteld Zwarte Sylvester uit.

## Films en documentaires
Behalve het uitgeven van videoclips voor de muziek heeft Top Notch ook een film en documentaires (mede) geproduceerd. In 2006 kwam er een korte film uit begeleidend bij Eigen Wereld van Opgezwolle, gemaakt door Kesselskramer en met Cees Geel in de hoofdrol. In hetzelfde jaar kwam ook de documentaire Kroonjuwelen, gemaakt door Stunnedfilm. Naar aanleiding van de succesvolle concertreeks van onder meer Opgezwolle, Typhoon, Jawat, DuvelDuvel en Kubus heeft Habbekrats een 75 minuten durende film gemaakt. Deze film werd vernoemd naar de toer: Buitenwesten. In de film neemt Habbekratsduo Victor & Jim de kijker mee achter de schermen van een van de meest invloedrijke bewegingen uit de Nederlandse popgeschiedenis.
In 2007 publiceerde Top Notch Tarrels voor de Zwijnen, een dvd van De Jeugd van Tegenwoordig met daarop alle afleveringen van Hard Gaan, exclusieve beelden en al hun tot dan toe gemaakte videoclips. Rond dezelfde tijd kwam ook Dutch Touch uit. Een documentaire over de cultuur en de wortels van hiphop, via de straten van Amsterdam Zuidoost, langs de Rotterdamse Maas tot aan de bakermat in New York. Filmmaakster Ulrike Helmer Jay Colin volgt haar hoofdpersonen Brainpower, Duvel en Jay Colin van dichtbij in hun muzikale- en persoonlijke bestaan.
Op 28 oktober 2016 tekende Top Notch een contract met de vlogger Ismail Ilgun. Het doel van het contract is de vlogger te helpen bij de ontwikkeling van andere concepten, zoals het maken van documentaires in achterstandswijken.